# Visznek
Visznek község Heves vármegye Gyöngyösi járásában.

## Fekvése
A vármegye déli részén fekszik, a Gyöngyös-patak két partján, Gyöngyöstől 22 kilométerre délkeletre, a Mátra által északról védett sík területen.
A szomszédos települések: északkelet felől Nagyfüged, kelet felől Zaránk, délkelet felől Erk, dél felől Tarnaörs, nyugat felől Jászárokszállás, északnyugat felől pedig Adács. Észak felől a legközelebbi település Karácsond, de a közigazgatási területeik nem határosak.

### Megközelítése
Csak közúton közelíthető meg, Jászárokszállás vagy Tarnaörs érintésével, mindkét irányból a 3205-ös úton.
Vasútvonal nem érinti, a legközelebbi vasúti csatlakozási lehetőséget a Vámosgyörk–Újszász-vasútvonal Jászárokszállás vasútállomása kínálja, néhány kilométerre nyugatra.

## Története
Visznek nevével már a tatárjárás (1241) előtt találkozunk a krónikákban. Templomát és nevét - Viznek alakban - 1262-ben említi a forrás. Az 1332-37. évi pápai tizedjegyzékben Vysnuk néven fordul elő. (A szájhagyomány szerint úgy lett Visznek-ké, hogy a régi község helyét a víz gyakran elöntötte, s emiatt az ősök azt mondták:
gyerünk feljebb a "víznek".)
Az 1552. évi adóösszeírás a töröktől elpusztított helynek mondta. 1554-ben kezd benépesülni. 1680-ban elpusztul és az 1701-ben történt újjáépítésig lakók nélkül állott. 1750-ben 67 volt a község adófizetőinek száma.
Az első világháború mély nyomokat hagyott a falu életében, a hősi halottak száma 50 főre tehető.
A község lakossága kisgazdákból, földnélküli vagy csak igen kevés földű munkásokból állott, akik éppen a földtelenség miatt mint mezőgazdasági munkások /summások - 600-800 fő/ helyezkedtek el az ország különböző részein.
A második világháború után megrongált házak, lepusztult ingatlanok maradtak. Ez a világháború 54 halálos áldozatába került a községnek.

## Közélete

### Polgármesterei
- 1990–1994: Tóth Józsefné (független)[3]
- 1994–1998: Tóth Józsefné (független)[4]
- 1998–2002: Holló János (független)[5]
- 2002–2006: Tóth Lajos (MSZP)[6]
- 2006–2010: Tóth Lajos (MSZP)[7]
- 2010–2014: Fodor János (független)[8]
- 2014–2019: Fodor János (független)[9]
- 2019–2024: Fodor János (független)[10]
- 2024– : Fodor János (független)[1]

## Népesség
A település népességének változása:
| Lakosok száma | 1131 | 1115 | 1113 | 1092 | 1102 | 1077 | 1098 |
|               | 2013 | 2014 | 2015 | 2021 | 2022 | 2023 | 2024 |

A 2011-es népszámlálás során a lakosok 88,5%-a magyarnak, 0,4% cigánynak, 0,3% németnek, 0,3% örménynek, 0,2% ukránnak mondta magát (11,4% nem nyilatkozott; a kettős identitások miatt a végösszeg nagyobb lehet 100%-nál). A vallási megoszlás a következő volt: római katolikus 72,5%, református 2,6%, evangélikus 0,4%, görögkatolikus 0,9%, felekezeten kívüli 6,4% (17% nem nyilatkozott).
2022-ben a lakosság 92,9%-a vallotta magát magyarnak, 2,5% cigánynak, 0,3% ukránnak, 0,1-0,1% németnek és románnak, 1% egyéb, nem hazai nemzetiségűnek (7% nem nyilatkozott; a kettős identitások miatt a végösszeg nagyobb lehet 100%-nál). Vallásuk szerint 45,7% volt római katolikus, 2,5% református, 0,7% görög katolikus, 0,1% evangélikus, 0,1% ortodox, 1,5% egyéb keresztény, 0,7% egyéb katolikus, 13,4% felekezeten kívüli (35,1% nem válaszolt).

## Nevezetességei
- Említésre méltó a Csörsz árka, amely az avarokkal kapcsolatos. Az avarok itteni tartózkodását bizonyítja a falutól nyugatra, fél kilométerre eső, úgynevezett Kecske-domb, ahol 1939-1940-ben mintegy 50 avar sírt tártak fel s benne értékes avar régiségeket találtak.
- A műemlék római katolikus templom építése a 18. századra tehető.
- A Gyöngyös-patakon, közvetlenül a falu alatt van egy kőhíd, melynek építési idejéről nincs adat. A hagyomány szerint a katonaság átvonuló útján, a katonaság által építtetett.
- A híd mellett közvetlenül van egy vízimalom. Ez a malom is a híd építésének idején készült, s talán első "gépesített" erőforrása volt a falunak.
- Erzsébet téri koponyás feszület.